# Prostitution en Argentine
La prostitution en Argentine est légale en vertu de la loi fédérale. L'article 19 de la Constitution de l'Argentine stipule: «Les actions privées des personnes qui ne portent en aucune manière atteinte à l'ordre public et aux bonnes mœurs, ni ne portent atteinte à un tiers, sont réservées à Dieu et sont exemptes de l'autorité des magistrats». La prostitution organisée (bordels, réseaux de prostitution et proxénétisme) est illégale,,,,. De plus, certaines provinces peuvent imposer des restrictions supplémentaires au commerce. Par exemple, à San Juan, offrir publiquement des services sexuels contre de l'argent est passible de 20 jours de prison. En 2012, les journaux ont été interdits de diffuser des petites annonces proposant des services sexuels. L'ONUSIDA a estimé qu'il y avait environ 75 000 prostituées dans le pays en 2016.
Les travailleurs du sexe et le rapport sur les droits de l'homme 2016 du département d'État des États-Unis signalent la corruption, les abus et la violence à l'égard des travailleurs du sexe par la police,. L'AMMAR rapporte qu'entre juillet 1996 et novembre 2001, 41 de leurs membres ont été assassinés. Seuls 3 de ces assassinats ont été résolus.
Les trafiquants de toute l'Argentine contournent les réglementations qui interdisent les bordels en créant des «bordels mobiles» dans les fourgonnettes et les camions, ce qui rend les actions de la police plus difficiles; cette pratique est particulièrement répandue dans la zone nord du pays.

## Histoire
Depuis l'indépendance en 1853, l'Argentine a attiré des immigrants d'Europe, dont des prostituées. La prostitution n'était pas une infraction pénale et, en 1875, elle a été légalisée et réglementée à Buenos Aires. Des lupanars ont été créés, les prostituées ont été enregistrées et imposées, et ont été soumises à des examens médicaux réguliers.
Entre 1870 et la Première Guerre mondiale, le pays s'est forgé une réputation de "port des femmes disparues" du fait d'actes des esclavagistes et proxénètes juifs blancs qui ont profité de la pauvreté, du chômage et des pogroms en Europe de l'Est pour recruter de jeunes femmes juives dans la prostitution en Amérique du Sud, avec de fausses promesses de mariage. L'une des organisations criminelles impliquées, le Zwi Migdal, comptait 30 000 femmes dans 2 000 bordels. En même temps, les organisations religieuses juives en Argentine ont travaillé pour empêcher la prostitution parmi les femmes juives du pays. La plupart des prostituées en Argentine à cette époque étaient des catholiques non immigrés, mais l'antisémitisme a alimenté les inquiétudes concernant l'implication des juifs dans la prostitution. En 2013, la cinéaste Gabriela Böhm a sorti un film documentaire In Raquel's Footsteps enquêtant sur la participation juive au commerce du sexe en Argentine au début du XXe siècle.
Le système de prostitution réglementée à Buenos Aires a été aboli en 1934. En 1954, Juan Perón réintroduit le système de régularité. Les autorités locales pourraient autoriser les bordels dans des "endroits appropriés". L'année suivante, Buenos Aires a annoncé un projet de 6 516 000 dollars pour construire une rue comptant 34 bordels. Après le coup d'État militaire du 16 septembre 1955, Péron fut destitué et son décret réglementaire annulé. Le nouveau quartier chaud de Buenos Aires n'a jamais été construit.

## AMMAR
L'Association des travailleuses du sexe en Argentine en action pour nos droits (AMMAR) est une organisation majeure qui lutte pour les droits des travailleuses du sexe,. Elle a été formée en 1994 par 60 travailleuses du sexe et est passée à 15 000 membres au cours des 10 années suivantes. En 1995, elle a rejoint la Centrale des travailleurs d'Argentine (Central de Trabajadores Argentinos) et, en 1997, s'est affiliée au Réseau des travailleuses du sexe d'Amérique latine et des Caraïbes (RedTraSex).
En janvier 2014, la responsable de la succursale de Rosario, Sandra Cabrera, a été assassinée.

## Prostituées LGBT
Les prostituées gays sont marginalisées en Argentine.

## Trafic sexuel
Le rapport sur la traite des personnes de 2016 du Département d'État des États-Unis a classé l'Argentine comme un pays de niveau 2. Cependant, à la suite des principales réalisations du gouvernement, il a été relevé au niveau 1 en 2018.
Les trafiquants d’êtres humains exploitent les victimes nationales et étrangères en Argentine et, dans une moindre mesure, les femmes et les enfants argentins sont victimes de trafic sexuel dans d’autres pays. Les trafiquants exploitent les victimes d'autres pays d'Amérique latine en Argentine, en particulier la République dominicaine, le Paraguay, le Pérou, la Bolivie, l'Uruguay, le Venezuela et le Brésil. Les Argentins transgenres sont exploités dans le trafic sexuel dans le pays et en Europe occidentale. Les trafiquants exploitent des mineurs participant à des clubs nationaux de sports de jeunes dans le cadre de la traite sexuelle. La complicité officielle, principalement au niveau infranational, continue d'entraver les efforts du gouvernement pour lutter contre la traite. En 2016, la municipalité d'Ushuaia a été condamnée à rembourser une victime après avoir été reconnue complice de la facilitation de la traite en ne réglementant pas adéquatement les bordels.

## Prostitution enfantine
Selon ECPAT International, en 1999, la prostitution des enfants augmentait et l’âge moyen des enfants prostitués diminuait. De nombreux enfants prostitués en Argentine sont victimes de la traite vers les centres urbains depuis les zones rurales ou depuis les pays voisins comme la Bolivie, le Brésil, le Paraguay, le Chili et l'Uruguay, et d'autres pays comme la Colombie, la République dominicaine, la Russie, le Venezuela, la Roumanie et Haïti,,,. Les révélations en 2018 d'un réseau de prostitution actif dans la ligue mineure de football argentine qui a touché de jeunes athlètes ont soulevé des préoccupations concernant le trafic sexuel d'enfants dans les clubs sportifs nationaux.